# Ashraf Fayad
Pour les articles homonymes, voir Fayad.
Ashraf Fayad (en arabe : اشرف فياض), né en 1980 à Khan Younès en Palestine, est un artiste, poète et écrivain palestinien vivant en Arabie saoudite.

## Biographie
Le poète Ashraf Fayad est une figure importante de l’art saoudien. Représentant le royaume saoudien lors de la Biennale de Venise en 2013, il est arrêté en 2013, puis le 1er janvier 2014. Il est accusé d’« apostasie » et d’avoir encouragé l’athéisme auprès des jeunes. En mai de la même année, il est condamné (sans accès à un avocat) à 4 ans de prison et 800 coups de fouet. Après avoir fait appel de cette peine, il est jugé à nouveau en novembre 2015 et est condamné à mort. Après une campagne internationale de plus de trois cent mille signatures, sa peine est commuée en 8 ans de prison et 800 coups de fouet. 
En 2019, lauréat du prix international du poète résistant, il bénéficie du soutien particulier du PEN CLUB international durant toute l'année 2020.
Après plus de huit années emprisonnement, Ashraf Fayad est libéré fin août 2022,.

## Œuvres
- Instructions, à l’intérieur, traduit de l'arabe par Abdellatif Laâbi, Pantin, éditions Le Temps des cerises/Biennale internationale des poètes en Val-de-Marne, 2016, 75 p.  (ISBN 978-2-37071-0864)[9]
- Je vis des moments difficiles, traduit de l'arabe par Abdellatif Laâbi, Saint-Martin-d'Hères, Maison de la poésie Rhône-Alpes, coll. « Zeste », 2019, 80 p.  (ISBN 978-2-36761-024-5)